# Eredivisie 1958/59
Het seizoen 1958/59 van de Nederlandse Eredivisie ging van start op 24 augustus 1958 en eindigde op 31 mei 1959.
Dit was het derde seizoen, waarin onder de KNVB-vlag een professionele Eredivisie werd gespeeld. Het jaar ervoor waren GVAV en BVV gedegradeerd. Hiervoor in de plaats kwamen Willem II en SHS. Nooit zouden er meer doelpunten vallen in één seizoen (1188).
Sparta was de meest constante ploeg en werd voor de zesde en voorlopig laatste keer in haar bestaan landskampioen.

## Teams
| Club               | Plaats     | Accommodatie           | Capaciteit | Trainer                                            |
| ------------------ | ---------- | ---------------------- | ---------- | -------------------------------------------------- |
| ADO                | Den Haag   | Zuiderparkstadion      | 29.000     | Rinus Loof                                         |
| Ajax               | Amsterdam  | De Meer                | 29.500     | Karl Humenberger                                   |
| Blauw-Wit          | Amsterdam  | Olympisch Stadion      | 65.000     | Cor Sluijk                                         |
| DOS                | Utrecht    | Galgenwaard            | 17.000     | Joseph Gruber                                      |
| DWS/A              | Amsterdam  | Olympisch Stadion      | 65.000     | Hans Croon                                         |
| Elinkwijk          | Utrecht    | Amsterdamsestraatweg   | 13.000     | Thim van der Laan                                  |
| Feijenoord         | Rotterdam  | Stadion Feijenoord     | 65.000     | Piet de Wolf                                       |
| Fortuna '54        | Geleen     | Mauritsstadion         | 27.000     | Harrie Verhardt (tot 1 december) Wim Latten (a.i.) |
| SHS                | Den Haag   | Houtrust               | 25.000     | Ron Dellow                                         |
| MVV                | Maastricht | De Boschpoort          | 18.000     | Branko Vidović                                     |
| NAC                | Breda      | Beatrixstraat          | 18.000     | Jan Blom                                           |
| NOAD               | Tilburg    | Gemeentelijk Sportpark | 20.000     | Jan de Bouter                                      |
| PSV                | Eindhoven  | Philips Stadion        | 17.500     | Kees van Dijke                                     |
| Rapid JC           | Kerkrade   | Kaalheide              | 25.000     | Frans Debruijn                                     |
| Sparta             | Rotterdam  | Het Kasteel            | 22.000     | Denis Neville                                      |
| Sportclub Enschede | Enschede   | Het Diekman            | 22.000     | František Fadrhonc                                 |
| VVV                | Venlo      | De Kraal               | 18.000     | Willy Kment                                        |
| Willem II          | Tilburg    | Gemeentelijk Sportpark | 25.000     | Wudi Müller                                        |

## Eindstand
| pos | club               | gs | w  | g  | v  | pnt | dv | dt  | ds  |
| --- | ------------------ | -- | -- | -- | -- | --- | -- | --- | --- |
| 1.  | Sparta             | 34 | 20 | 11 | 3  | 51  | 83 | 30  | 53  |
| 2.  | Rapid JC           | 34 | 20 | 8  | 6  | 48  | 64 | 34  | 30  |
| 3.  | Fortuna '54        | 34 | 17 | 10 | 7  | 44  | 56 | 47  | 9   |
| 4.  | DOS                | 34 | 17 | 9  | 8  | 43  | 86 | 46  | 40  |
| 5.  | Feijenoord         | 34 | 17 | 7  | 10 | 41  | 84 | 54  | 30  |
| 6.  | Ajax               | 34 | 15 | 7  | 12 | 37  | 77 | 63  | 14  |
| 7.  | Sportclub Enschede | 34 | 15 | 7  | 12 | 37  | 67 | 59  | 8   |
| 8.  | MVV                | 34 | 12 | 13 | 9  | 37  | 64 | 59  | 5   |
| 9.  | VVV                | 34 | 13 | 10 | 11 | 36  | 71 | 65  | 6   |
| 10. | PSV                | 34 | 12 | 9  | 13 | 33  | 61 | 60  | 1   |
| 11. | NAC                | 34 | 13 | 6  | 15 | 32  | 72 | 72  | 0   |
| 12. | Elinkwijk          | 34 | 11 | 8  | 15 | 30  | 55 | 57  | -2  |
| 13. | ADO                | 34 | 9  | 10 | 15 | 28  | 63 | 84  | -21 |
| 14. | Blauw-Wit          | 34 | 9  | 8  | 17 | 26  | 62 | 79  | -17 |
| 15. | DWS/A              | 34 | 8  | 10 | 16 | 26  | 54 | 80  | -26 |
| 16. | Willem II          | 34 | 10 | 5  | 19 | 25  | 60 | 98  | -38 |
| 17. | NOAD               | 34 | 6  | 8  | 20 | 20  | 55 | 90  | -35 |
| 18. | SHS                | 34 | 7  | 4  | 23 | 18  | 54 | 111 | -57 |

### Legenda
| Kleur | Kwalificatie voor                 |
| ----- | --------------------------------- |
|       | Europacup I                       |
|       | KNVB Beker winnaar                |
|       | Degradatie naar de Eerste divisie |
|       | International Football Cup        |

### Uitslagen
| Thuis (beneden) / Uit (rechts) | ADO   | AJA   | BLW   | DOS   | DWA   | ELI   | ENS   | FEIJ  | F54   | MVV   | NAC   | NOA   | PSV   | RAP   | SHS    | SPA   | VVV   | WIL   |
| ------------------------------ | ----- | ----- | ----- | ----- | ----- | ----- | ----- | ----- | ----- | ----- | ----- | ----- | ----- | ----- | ------ | ----- | ----- | ----- |
| ADO                            |       | 3 – 4 | 1 – 2 | 1 – 1 | 4 – 4 | 2 – 1 | 2 – 0 | 2 – 1 | 2 – 4 | 0 – 1 | 3 – 1 | 5 – 1 | 2 – 2 | 2 – 2 | 3 – 2  | 1 – 6 | 5 – 1 | 7 – 3 |
| Ajax                           | 3 – 3 |       | 4 – 2 | 2 – 0 | 0 – 1 | 1 – 4 | 2 – 2 | 3 – 1 | 2 – 0 | 0 – 2 | 5 – 2 | 2 – 0 | 1 – 0 | 0 – 2 | 1 – 2  | 1 – 1 | 3 – 0 | 3 – 1 |
| Blauw-Wit                      | 1 – 1 | 1 – 0 |       | 1 – 1 | 1 – 3 | 0 – 0 | 0 – 3 | 2 – 2 | 1 – 0 | 0 – 0 | 4 – 2 | 5 – 1 | 0 – 2 | 1 – 2 | 2 – 3  | 1 – 1 | 5 – 2 | 6 – 2 |
| DOS                            | 5 – 0 | 5 – 3 | 7 – 3 |       | 9 – 0 | 2 – 1 | 2 – 3 | 0 – 1 | 0 – 0 | 6 – 1 | 3 – 2 | 2 – 2 | 2 – 2 | 2 – 1 | 10 – 0 | 0 – 3 | 1 – 1 | 2 – 0 |
| DWS/A                          | 2 – 1 | 1 – 2 | 2 – 2 | 0 – 1 |       | 0 – 2 | 6 – 3 | 0 – 5 | 0 – 2 | 1 – 1 | 3 – 5 | 2 – 1 | 2 – 2 | 2 – 0 | 2 – 1  | 0 – 4 | 0 – 0 | 4 – 1 |
| Elinkwijk                      | 3 – 1 | 2 – 2 | 3 – 0 | 0 – 4 | 3 – 3 |       | 4 – 0 | 3 – 6 | 0 – 1 | 1 – 1 | 1 – 3 | 4 – 0 | 3 – 0 | 1 – 3 | 2 – 0  | 0 – 0 | 1 – 1 | 4 – 2 |
| Sportclub Enschede             | 2 – 1 | 1 – 1 | 2 – 1 | 1 – 0 | 3 – 2 | 2 – 2 |       | 4 – 0 | 1 – 1 | 0 – 2 | 6 – 2 | 0 – 0 | 6 – 3 | 1 – 0 | 5 – 0  | 0 – 2 | 2 – 0 | 1 – 1 |
| Feijenoord                     | 4 – 0 | 0 – 5 | 5 – 1 | 4 – 1 | 0 – 0 | 1 – 0 | 4 – 2 |       | 6 – 0 | 3 – 1 | 2 – 2 | 3 – 1 | 1 – 1 | 2 – 0 | 4 – 1  | 0 – 3 | 2 – 0 | 6 – 1 |
| Fortuna '54                    | 3 – 1 | 3 – 1 | 2 – 2 | 1 – 2 | 2 – 1 | 3 – 2 | 2 – 0 | 0 – 8 |       | 0 – 0 | 2 – 1 | 3 – 1 | 1 – 1 | 0 – 1 | 4 – 1  | 3 – 1 | 3 – 1 | 5 – 4 |
| MVV                            | 7 – 1 | 1 – 4 | 4 – 2 | 1 – 3 | 4 – 2 | 1 – 3 | 2 – 0 | 1 – 1 | 2 – 2 |       | 3 – 0 | 4 – 2 | 1 – 1 | 2 – 2 | 2 – 2  | 2 – 0 | 6 – 2 | 2 – 4 |
| NAC                            | 2 – 1 | 2 – 4 | 3 – 0 | 1 – 2 | 1 – 1 | 1 – 1 | 0 – 3 | 3 – 0 | 0 – 1 | 2 – 3 |       | 4 – 2 | 3 – 2 | 0 – 3 | 5 – 0  | 0 – 3 | 2 – 2 | 4 – 0 |
| NOAD                           | 1 – 1 | 2 – 2 | 1 – 4 | 2 – 0 | 2 – 2 | 1 – 0 | 2 – 6 | 2 – 1 | 0 – 0 | 1 – 1 | 3 – 3 |       | 1 – 3 | 0 – 1 | 4 – 3  | 0 – 4 | 2 – 3 | 1 – 2 |
| PSV                            | 1 – 2 | 1 – 1 | 5 – 4 | 1 – 3 | 4 – 1 | 2 – 0 | 0 – 1 | 3 – 1 | 1 – 2 | 0 – 0 | 1 – 3 | 4 – 3 |       | 1 – 1 | 4 – 2  | 4 – 2 | 0 – 1 | 3 – 0 |
| Rapid JC                       | 6 – 0 | 4 – 1 | 3 – 1 | 2 – 0 | 1 – 0 | 2 – 1 | 3 – 1 | 3 – 3 | 0 – 0 | 3 – 1 | 2 – 3 | 5 – 3 | 2 – 1 |       | 2 – 1  | 0 – 0 | 2 – 1 | 4 – 0 |
| SHS                            | 2 – 2 | 2 – 9 | 1 – 3 | 3 – 3 | 3 – 2 | 0 – 1 | 3 – 2 | 1 – 2 | 2 – 0 | 4 – 1 | 2 – 2 | 1 – 7 | 2 – 3 | 0 – 1 |        | 1 – 5 | 1 – 2 | 6 – 1 |
| Sparta                         | 4 – 1 | 4 – 2 | 2 – 1 | 1 – 1 | 2 – 2 | 3 – 0 | 3 – 1 | 2 – 2 | 1 – 1 | 3 – 0 | 1 – 0 | 4 – 0 | 4 – 1 | 0 – 0 | 6 – 1  |       | 2 – 1 | 3 – 0 |
| VVV                            | 1 – 1 | 3 – 2 | 6 – 2 | 0 – 0 | 6 – 2 | 4 – 1 | 3 – 0 | 4 – 2 | 1 – 1 | 1 – 1 | 2 – 3 | 5 – 4 | 1 – 2 | 1 – 1 | 4 – 1  | 3 – 3 |       | 5 – 2 |
| Willem II                      | 1 – 1 | 5 – 1 | 3 – 1 | 2 – 6 | 2 – 1 | 5 – 1 | 3 – 3 | 2 – 1 | 0 – 4 | 3 – 3 | 1 – 5 | 1 – 2 | 1 – 0 | 2 – 0 | 5 – 0  | 0 – 0 | 0 – 3 |       |

- Tweede helft MVV–Sportclub Enschede (oorspronkelijke uitslag 3–0 op 7 december 1958) na protest wegens gebruik onreglementair schoeisel overgespeeld op 16 mei 1959 en hervat bij 1–0 ruststand.

## Topscorers
| #   | Naam                 | Club               | Goal |
| --- | -------------------- | ------------------ | ---- |
| 1.  | Leo Canjels          | NAC                | 34   |
| 2.  | Michel Kruin         | Elinkwijk          | 25   |
| 2.  | Dirk Lammers         | DOS                | 25   |
| 4.  | Hans Sleven          | VVV                | 24   |
| 5.  | Joop Daniëls         | Sparta             | 23   |
| 6.  | Tonny van der Linden | DOS                | 22   |
| 6.  | Cor van der Gijp     | Feijenoord         | 22   |
| 8.  | Carol Schuurman      | ADO                | 19   |
| 8.  | Tonny van Ede        | Sparta             | 19   |
| 10. | Abe Lenstra          | Sportclub Enschede | 18   |
| 10. | Jan Meijer           | NOAD               | 18   |